# Brendan Joyce
Brendan Joyce (Melbourne, 9 dicembre 1959) è un ex cestista e allenatore di pallacanestro australiano.

## Carriera
Ha guidato l'Australia ai Campionati mondiali del 2014 e ai Giochi olimpici di Rio de Janeiro 2016.